# Jericho (Rakete)

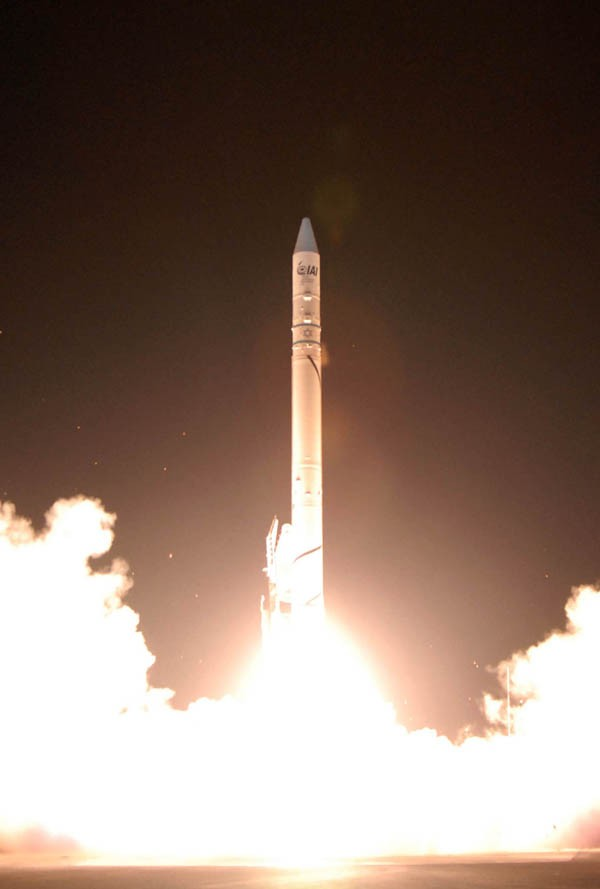
Shavit (zivile Jericho 2) beim Start

Die Jericho-Raketen sind ballistische Boden-Boden-Raketen aus israelischer Produktion und Teil des israelischen Atomwaffenprogramms. 
Ihre Existenz wird von Israel weder dementiert noch zugegeben. Der Name des Raketentyps leitet sich von dem in der Bibel erwähnten Fall Jerichos ab, bei dem der Klang von „Trompeten“ oder „Posaunen“ (hebräisch qeren hayovel, „Widderhorn“, gemeint Schofar) die Stadtmauern zum Einsturz gebracht haben soll (Jos 6,5 ).

## Entwicklung
Die Kurzstreckenrakete Jericho 1 entstand 1963 mit Unterstützung aus Frankreich. Als Basis diente der Entwurf MD-620 von Dassault Aviation.
Die MD-620 war die zweite Stufe der französischen Höhenforschungsrakete Daniel, die 1959 und 1961 dreimal von der Île du Levant gestartet wurde. Die Daniel hatte eine Gipfelhöhe von 130 km, eine Startmasse von 1000 kg, einen Durchmesser von 0,40 m und eine Länge von 8,40 m. Sie bestand aus 3 Stufen (Erststufe: SPRAN-50, Zweitstufe: MD-620, Drittstufe: Melanie). Starts der MD-620 alleine fanden ab Februar 1965 statt.
Im Jahr 1969 stellte Frankreich aufgrund der Sanktionen gegen Israel die Zusammenarbeit ein. Daraufhin wurde die Entwicklung von Israel alleine weitergeführt. Die ersten Raketen wurden 1973 den Israelischen Verteidigungsstreitkräften übergeben. Insgesamt wurden vermutlich rund 100 Jericho 1-Raketen produziert. Die Jericho 1 ist inzwischen außer Dienst gestellt worden.
Nachdem sich die Vereinigten Staaten geweigert hatten, die MGM-31 Pershing nach Israel zu exportieren, begann man dort 1977 mit der Entwicklung der Mittelstreckenrakete Jericho 2. Bis zum Jahr 1979 erfolgte eine Zusammenarbeit mit dem Iran. Danach wurde mit Südafrika eine Kooperation eingegangen. Im Rahmen vom Projekt Arniston entstanden so in Südafrika die Raketen der RSA-Serie und in Israel die Jericho 2. Ab 1986 wurden verschiedene Teststarts in Israel und Südafrika durchgeführt. Die Jericho 2 ist seit Anfang der 1990er-Jahre bei den Israelischen Verteidigungsstreitkräften operationell. Sie diente als Grundlage für die Shavit-Trägerrakete.
In den 2000er-Jahren begann in Israel die Entwicklung der Jericho 3. Dabei wurde auch Technik aus den Vereinigten Staaten verwendet. Teststarts erfolgten in den Jahren 2008, 2011, 2013, 2019 und 2020. Jericho 3 ist eine Weiterentwicklung der Mittelstreckenrakete und kann mit einer reduzierten Nutzlast vermutlich eine Reichweite von über 5.500 km erreichen, womit sie in die Klasse der Interkontinentalraketen fällt. Die Jericho 3 ist vermutlich seit 2011 einsatzbereit.

## Technik
Da Israel die Existenz der Jericho-Raketen verleugnet, ist über die verwendete Raketentechnik nur wenig bekannt. Die Ausführungen Jericho 1 und 2 sind zweistufige Raketen mit Feststoff-Raketentriebwerken. Die Ausführung Jericho 3 verfügt über drei Stufen. Die Antriebsstufen sind übereinander angebracht und zünden der Reihe nach. Bei der Jericho 1 und 2 besteht die Lenkeinheit aus einem Trägheitsnavigationssystem mit einem Analog-Digital-Steuersystem. Bei der Jericho 3 kommt neben dem Trägheitsnavigationssystem vermutlich auch ein Empfänger für das Global Positioning System zur Anwendung. Als Gefechtsköpfe können CBRN-Waffen wie auch konventionelle Splittergefechtsköpfe oder Streumunition (Submunition) verwendet werden. Alle drei Jericho-Ausführungen sind auf mobilen Startfahrzeugen stationiert und schnell verlegbar.

## Stationierung
Die Jericho-Raketen sind vermutlich auf der Luftwaffenbasis Sdot Micha in der Nähe von Secharja stationiert. Die Startfahrzeuge sind dort in bombensicheren unterirdischen Unterständen abgestellt.

## Varianten
| Name                   | Jericho 1 (Luz YA-1)          | Jericho 2 (Luz YA-3)          | Jericho 3 (Luz YA-4)          |
| Länge                  | 13,40 m                       | 14,00 m                       | 15,50 m                       |
| Rumpfdurchmesser       | 792 mm                        | 1554 mm                       | 1560 mm                       |
| Gewicht                | 6350 kg                       | 16.000 kg                     | 29.000 kg                     |
| Nutzlast               | 500 kg                        | 1000 kg                       | 750–1300 kg                   |
| Sprengkopf             | Nuklear 20 kT                 | Nuklear 1000 kT               | Nuklear                       |
| Reichweite             | 500 km                        | 1500 km                       | 3500–11.500 km                |
| Steuerung              | Trägheitsnavigationsplattform | Trägheitsnavigationsplattform | Trägheitsnavigationsplattform |
| Streukreisradius (CEP) | 1000 m                        | unbekannt                     | unbekannt                     |
| Antriebsart            | Feststofftriebwerk            | Feststofftriebwerk            | Feststofftriebwerk            |